# エピファニー (キエフ府主教)
キーウ（キエフ）府主教エピファニー（ウクライナ語: Епіфа́ній；1979年2月3日 - ）は、ウクライナの最大正教会組織であるウクライナ正教会 (2018年設立)の首座主教である。公式称号は「キーウと全ウクライナの府主教」。俗名は、セルヒー・ペトローヴィチ・ドゥーメンコ。
2018年12月15日にウクライナ正教会・キーウ総主教庁とウクライナ独立正教会が統合し、新生「ウクライナ正教会 (2018年設立)」が発足したことに伴い、同教会の首座主教であるキーウ府主教に着座した。ウクライナ正教会・キーウ総主教庁の首座主教であったフィラレート総主教は、これに伴って離任し、新生ウクライナ正教会の「名誉総主教」とされた。